# Miercurea Ciuc
Miercurea Ciuc o Miercurea–Ciuc, escucharⓘ, (húngaro: Csíkszereda) es una ciudad en el distrito de Harghita, Transilvania, Rumania. Según el censo de 2011, tiene una población de 38 966 habitantes.

## Historia
Las ruinas de tres fortificaciones dacias fueron encontradas en el barrio Jigodin de la ciudad. Pertenecen a la cultura dacia del siglo I.
Durante la Edad Media fue capital de Csíkszék. Entre 1876 y 1918, Csíkszereda fue la capital del Condado de Csík del histórico País sículo en el Reino de Hungría. Tras el Tratado de Trianón de 1920 pasó a ser parte del Reino de Rumanía y fue capital del Condado de Ciuc entre 1927 y 1938.
Miercurea Ciuc fue devuelta a Hungría entre 1940 y 1944 como resultado del Segundo arbitraje de Viena. En 1944, el Ejército Rojo capturó la ciudad, volviendo a ser parte de Rumanía en 1945, hecho ratificado en los Tratados de Paz de París de 1947. Entre 1952 y 1960 la ciudad formó parte de la Región Autónoma Húngara, más tarde denominada Región Autónoma Húngara-Mures entre 1960 y 1968. Desde 1968 es la capital del distrito de Harghita.
Tras la Segunda Guerra Mundial, la ciudad fue industrializada; entre sus proyectos destacaron la construcción de una fábrica de tractores, una fábrica de textiles y en los años 1960, una fábrica de cerveza. La cerveza Ciuc y sus derivados han ganado gran popularidad en Rumanía.

## Galería

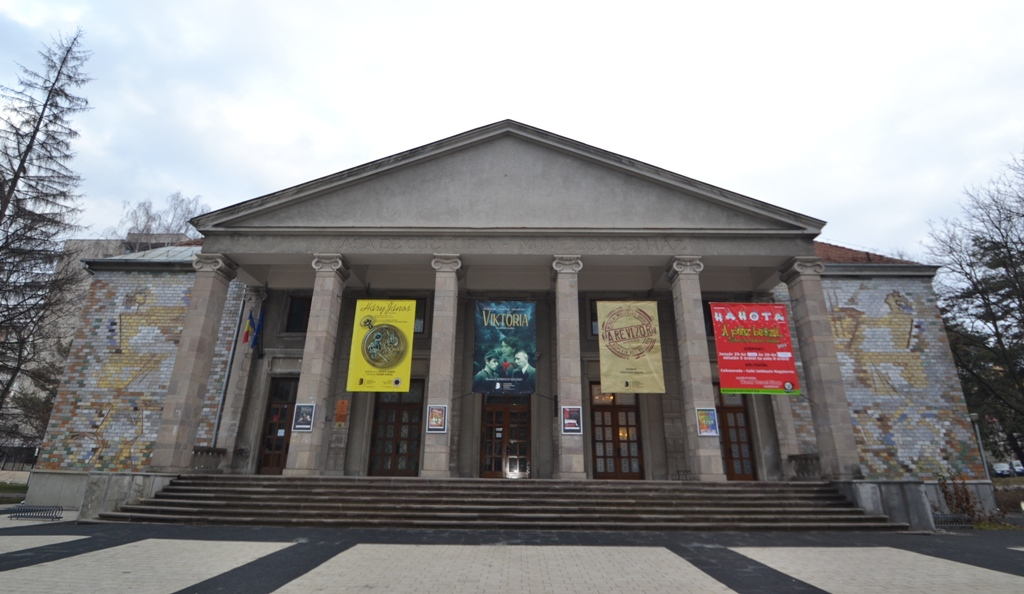
Teatro
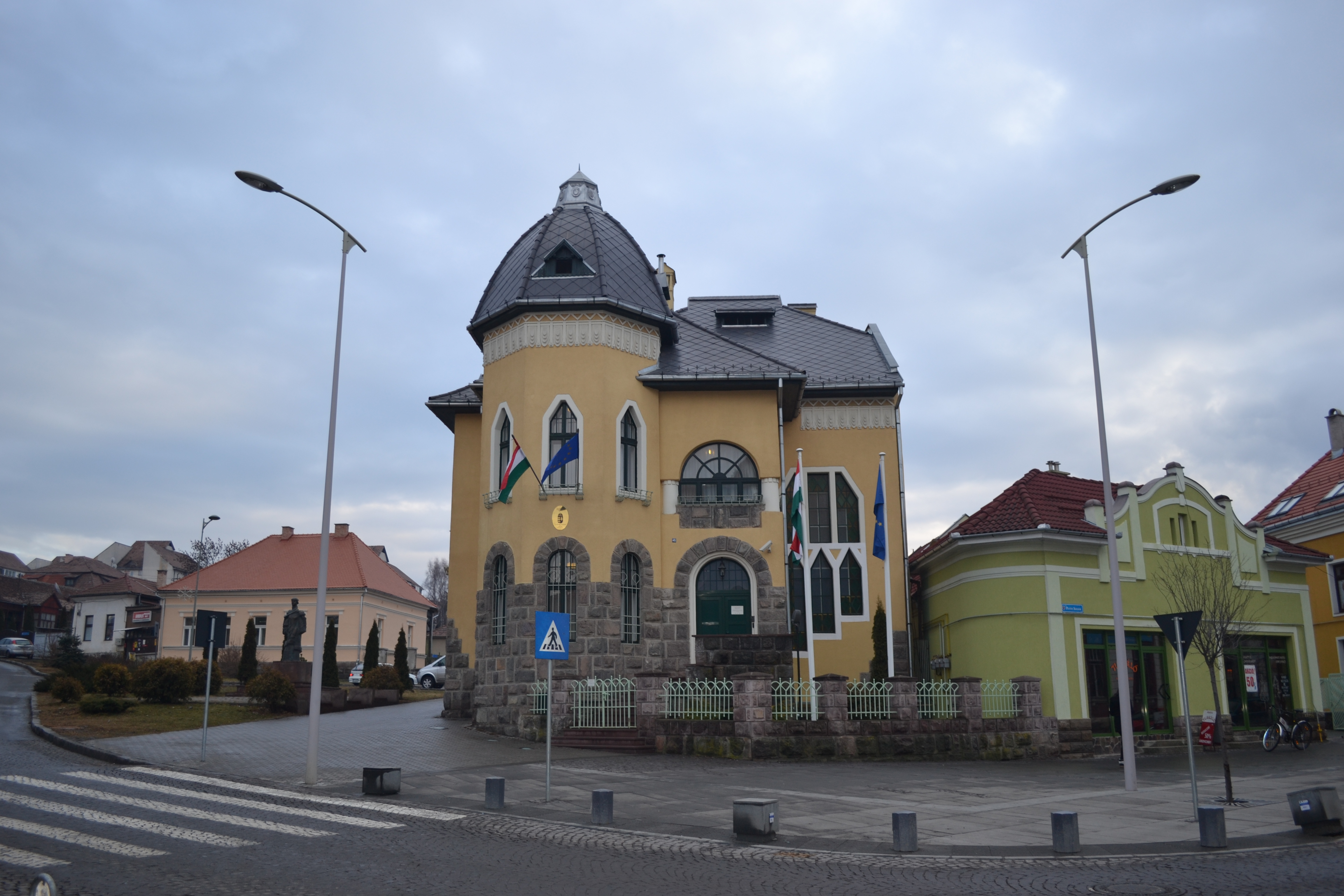
Consulado de Hungría
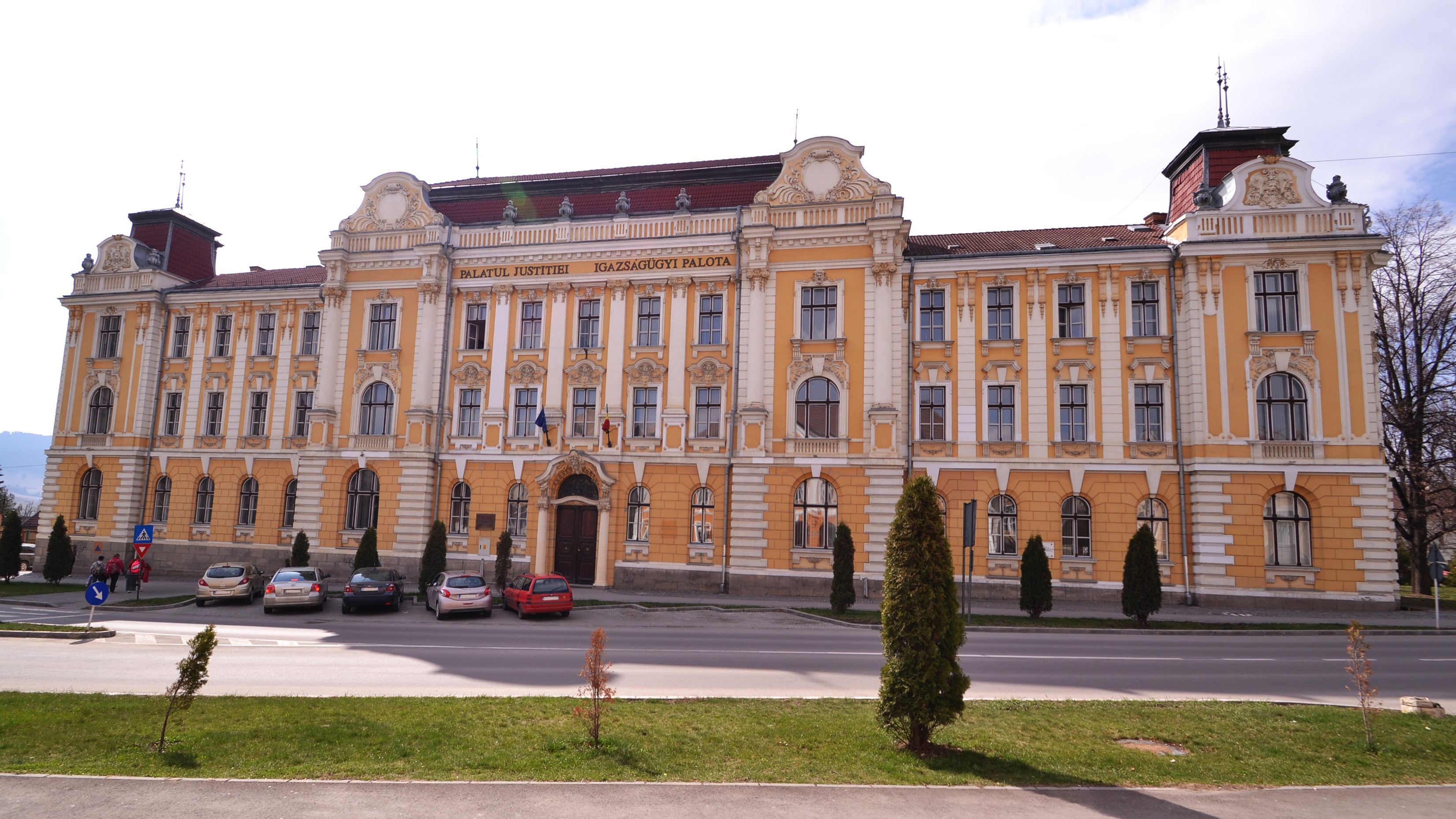
Palacio
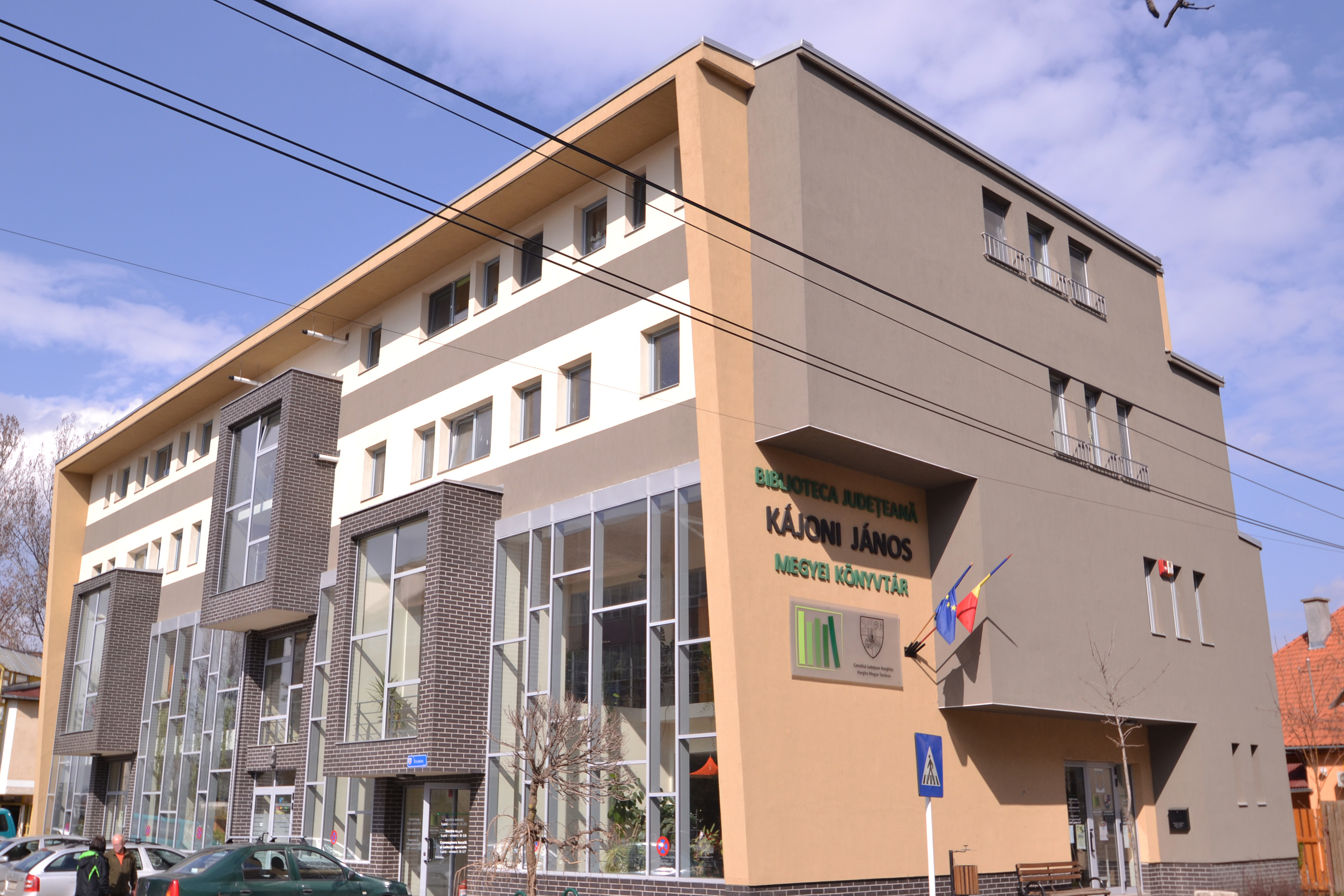
Biblioteca
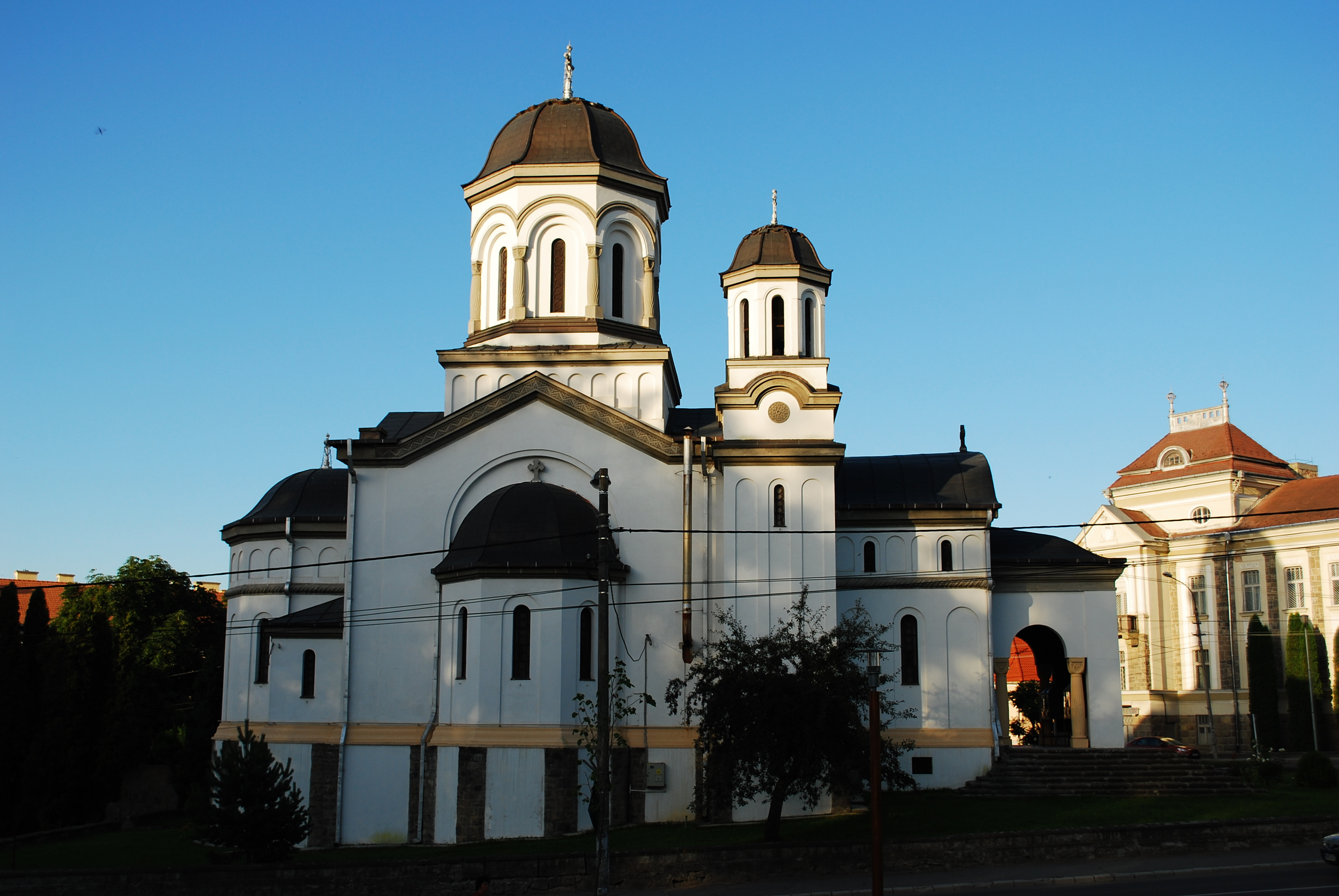
Arzobispado de Harghita y Covasna

## Hermanamientos
- Želiezovce, Eslovaquia
- Makó, Hungría
- La Zubia, España